# 普洛弗 (愛荷華州)
普洛弗（英語：Plover）是一個位於美國愛荷華州波卡洪塔斯縣的城市。

## 地理
普洛弗的座標為42°52′41″N 94°37′22″W / 42.87806°N 94.62278°W，而該地的平均海拔高度為369米（即1211英尺）。

## 人口
根據2010年美國人口普查的數據，普洛弗的面積為1.40平方千米，當中陸地面積為1.40平方千米，而水域面積為0.00平方千米。當地共有人口77人，而人口密度為每平方千米55人。